# Фільваров Генріх Йосипович
Генріх Йосипович Фільваров (* 30 квітня 1927, Зінов'євськ — †9 жовтня 2015, Київ) — український архітектор, директор Інституту урбаністики.
1941–1944 — на фронті. Кавалер ордена Вітчизняної війни.
Закінчив Київський інженерно-будівельний інститут за спеціальністю «інженер-архітектор» (1950), навчався у І. Каракіса.
Був головним архітектором міста Кемерово в Сибіру (1950–1956).
1956 — повернувся до Києва. Проектував великі промислові підприємства в Україні.
З 1966 — у Державному інституті проектування міст.
Співавтор генеральних планів міст України, Казахстану, Західного Сибіру.
З початку 1970-х рр. — керівник відділу в КиївНДПІмістобудування, згодом — заступник директора з наукової роботи.
Розробляв генеральні плани Києва 1986 та 2002 років.
1988 — керував розробкою генеральної схеми розселення та розвитку міст Куби.
1991 — очолив київський Інститут урбаністики.
Брав участь у розробці законодавчих актів і нормативних документів з містобудування, зокрема закону «Про основи містобудування», концепції сталого розвитку міст України.
Викладав на архітектурному факультеті Київського художнього інституту, Київського інженерно-будівельного інституту.
Дійсний член Української академії архітектури, почесний член Міжнародної академії архітектури.
Автор 4 монографій, понад 150 наукових робіт.
Одружений. Має двох доньок.